# Leichtathletik-Weltmeisterschaften 2015/Teilnehmer (Albanien)
| Gelbes Symbol für Goldmedaillen mit stilisierten Olympischen Ringen | Graues Symbol für Silbermedaillen mit stilisierten Olympischen Ringen | Braundes Symbol für Bronzemedaillen mit stilisierten Olympischen Ringen |
| ------------------------------------------------------------------- | --------------------------------------------------------------------- | ----------------------------------------------------------------------- |
| —                                                                   | —                                                                     | —                                                                       |

Der Leichtathletikverband Albaniens nominierte eine Athletin für die Leichtathletik-Weltmeisterschaften 2015 in der chinesischen Hauptstadt Peking.

## Ergebnisse

### Frauen

#### Laufdisziplinen
| Athletin   | Disziplin | Vorlauf     | Vorlauf | Halbfinale | Halbfinale | Finale             | Finale             |
| Athletin   | Disziplin | Zeit        | Platz   | Zeit       | Platz      | Zeit               | Platz              |
| ---------- | --------- | ----------- | ------- | ---------- | ---------- | ------------------ | ------------------ |
| Luiza Gega | 1500 m    | 4:09,36 min | 21      |            |            | nicht qualifiziert | nicht qualifiziert |